# 静岡電留線

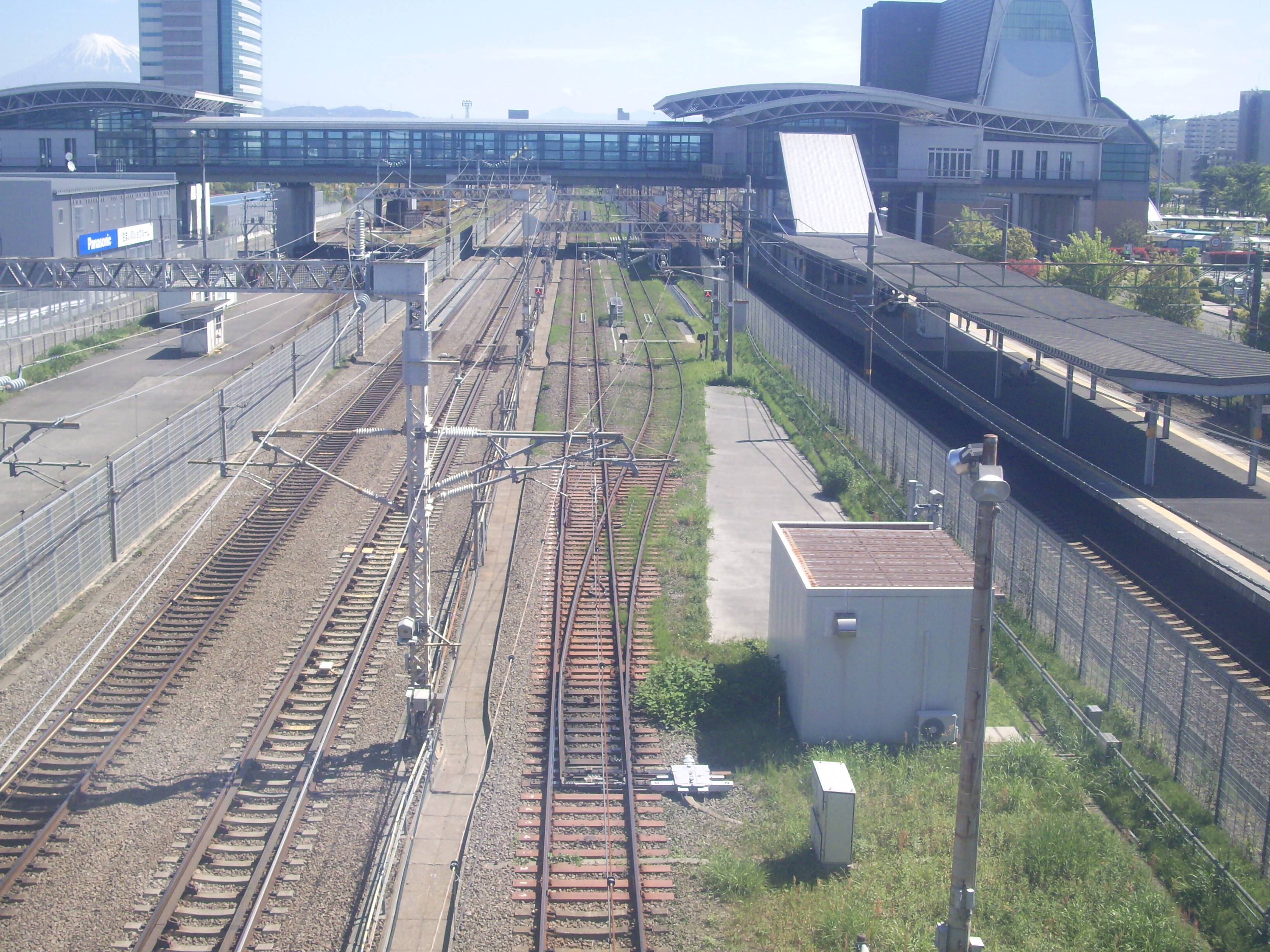
電留線

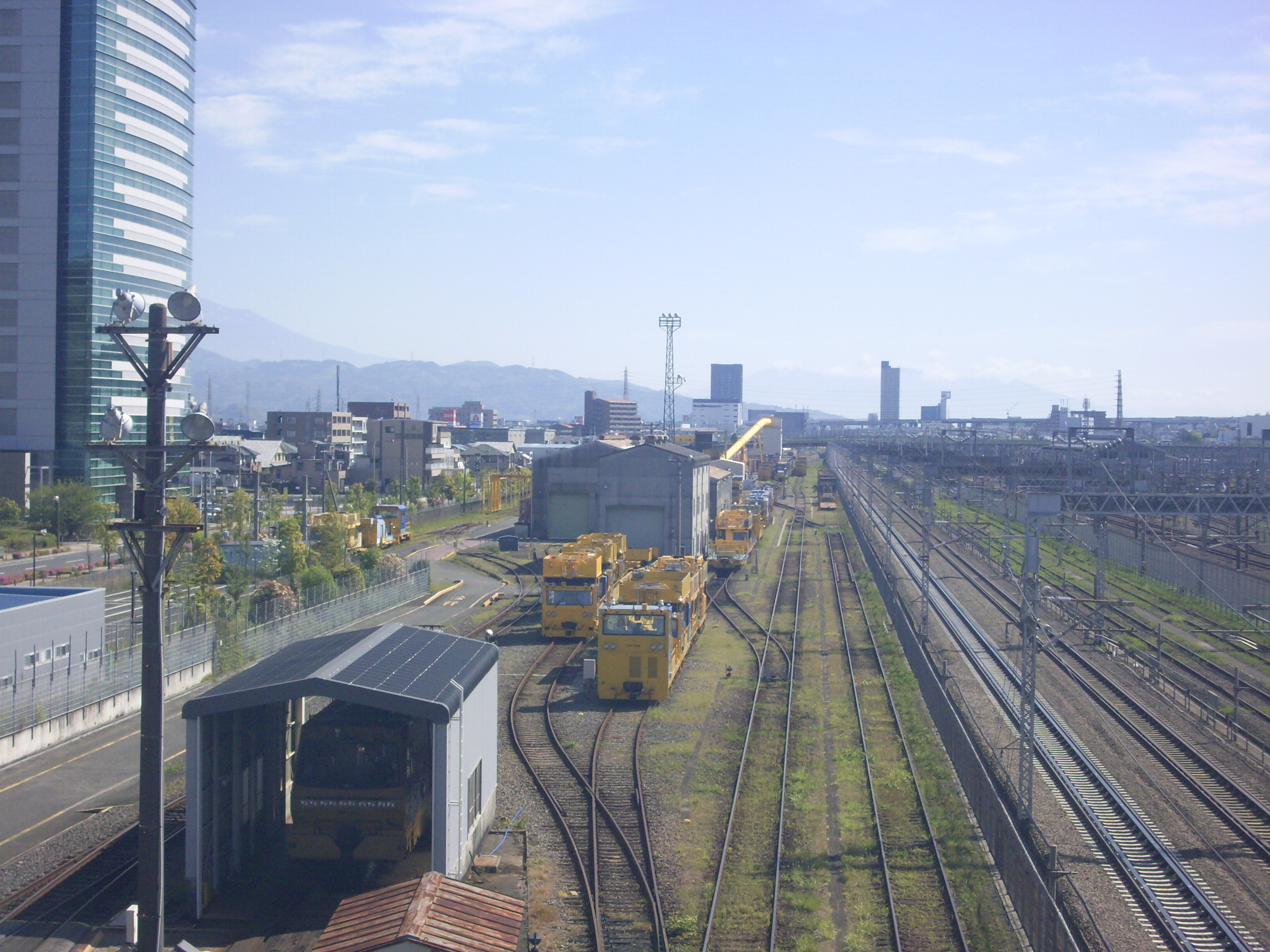
保守基地

静岡電留線（しずおかでんりゅうせん）は、静岡県静岡市葵区の東静岡駅北側にある柚木地区（建設当時は在来線の駅はなかった）に位置する東海旅客鉄道（JR東海）東海道新幹線の留置線である。
静岡駅の東京方2.8kmに位置する。
1966年（昭和41年）のダイヤ改正による静岡地区での車両滞泊増加に伴い、同年9月に電留線2線が設置された。
静岡電留線は、東海道新幹線の下り線の南側にあり、静岡駅方から入線する形になっている。主に夜間留置に使用され、早朝の静岡駅始発「こだま」に充当される。
なお、新幹線の本線を挟んで反対側には保守基地が存在している。

## その他
当駅の用地は新幹線貨物輸送で静岡側の貨物取扱駅（柚木貨物設備予定地）として用意されていた土地を転用した。